# Torre degli Asinelli
La torre degli Asinelli (Tårr di Aṡnîl, Tårr Lónga o l’Aṡnèla in dialetto bolognese) è una delle due torri di Bologna, simbolo della città, situate in piazza di porta Ravegnana, all'incrocio tra le antiche strade San Donato (ora via Zamboni), San Vitale, Maggiore e Castiglione. Eretta, secondo la tradizione, fra il 1109 e il 1119 dal nobile Pietro Asinelli, la torre è alta 97,20 metri, pende verso ovest per 2,23 metri e presenta all'interno una scalinata composta da 498 gradini.
La Torre conserva ancora oggi intatta la sua vertiginosa suggestione, accresciuta da una pendenza che la rende la torre inclinata più alta d'Italia e che, assieme alla sua maestosa imponenza, l'ha resa famosa in tutto il mondo attirando numerosi ingressi turistici.

## Storia

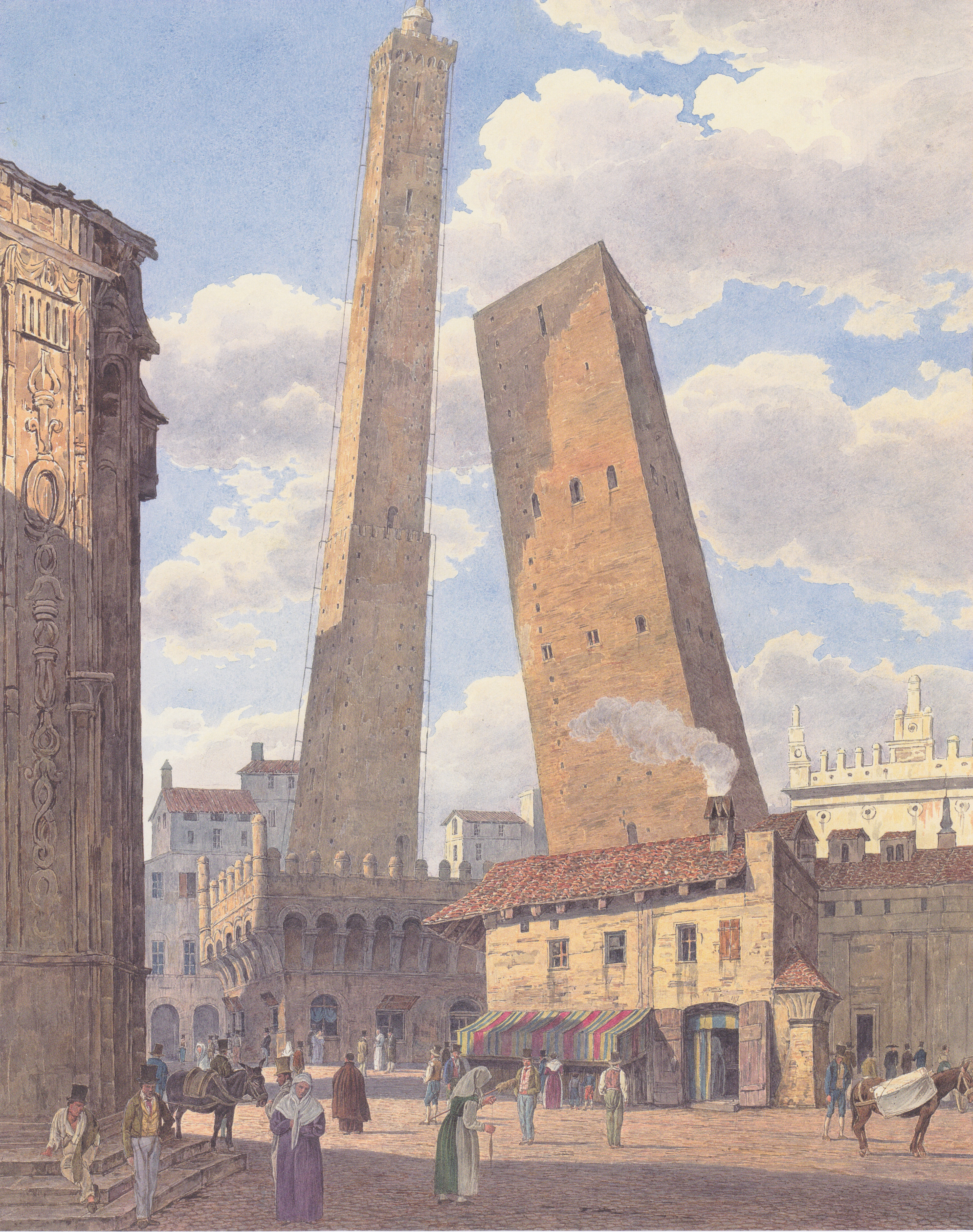
Jakob Alt, Die Türme Asinelli und Garisenda in Bologna (1836 circa); acquerello, 51,6 × 41,1 cm, Albertina, Vienna. La torre degli Asinelli è quella a sinistra; a destra è visibile la Garisenda

Ancora non si può dire con certezza quando e da chi fu costruita la torre degli Asinelli. Si presume che la torre debba il proprio nome a Pietro Asinelli, il nobile cavaliere di fazione ghibellina al quale se ne attribuisce la costruzione, iniziata secondo una consolidata tradizione l'11 ottobre 1109 e terminata dieci anni dopo, nel 1119.
La famiglia illustre di Pietro e Gherardo Asinelli pare vivesse in case nei pressi della loro torre, vicino al torrente Aposa e, stando alle fonti, non fu una famiglia ricchissima, in quanto nel "Liber Paradisus", nell'elenco dei proprietari di servi della gleba del quartiere di porta Ravegnana è menzionato Bencivenne Asinelli il quale possedeva "solo" 10 servi (tre maschi e sette femmine) ed avendo poi aderito gli Asinelli alla fazione politica perdente dei Lambertazzi, scomparvero rapidamente dal novero delle famiglie importanti di Bologna".
Una possibilità di datazione alla seconda metà dell'XI secolo viene invece offerta da una campagna a termoluminescenza condotta sui laterizi alla base dell'edificio: in questo modo la torre sarebbe stata eretta in un periodo di contrasti tra il Papato e Impero, con esponenti di ambedue le fazioni che si arroccavano nelle torri. Appare così altrettanto plausibile l'ipotesi che la famiglia degli Asinelli abbia semplicemente preso possesso legale della torre con il placarsi delle ostilità politiche.
Prendendo per vera questa ipotesi, la famiglia di Asinelli - facendo parte della consorteria nobiliare sorta tra il dissolversi del mondo feudale e l'affermazione del Comune - avrebbe proceduto alla sopraelevazione della torre per una trentina di metri, così da attrezzarla per l'osservazione a distanza di Bologna e delle campagne circostanti. Con il declino degli Asinelli, e il progressivo acquisto di parti della torre, l'intera struttura sul finire del XIV secolo venne acquistata dal comune di Bologna per essere destinata a prigione e fortilizio.
Negli stessi anni intorno alla torre fu realizzata una incastellatura lignea, posta a trenta metri da terra e unita con una passerella aerea alla Garisenda, poi distrutta da un incendio nel 1398.

### Danneggiamenti
Nel 1513 la torre fu colpita da una palla di cannone di otto libbre sparata da porta Maggiore in occasione di alcuni festeggiamenti, che però non riuscì a scalfirne la stabilità; la torre fu scalfita anche da numerosi incendi, i quali furono perlopiù innocui provocando solo la distruzione delle scale in legno. Tuttavia, contrariamente a quanto si potrebbe supporre, le maggiori offese alla torre degli Asinelli furono arrecate dai fulmini, che s'accanirono sulla struttura per oltre sette secoli, fino a quando nel 1824 non venne installato un parafulmine: in precedenza, la protezione dalle scariche atmosferiche era affidata a un'inefficace gabbia di legno ideata da Gianandrea Taruffi nel settembre 1706 e da un San Michele Arcangelo in bassorilievo, opera di Giovan Battista Gnudi, che fu apposto nel 1927 entro una lunetta votiva tutt'oggi visibile.

### Utilizzo scientifico
Agli inizi del luglio 1790 lo scienziato Giovanni Battista Guglielmini effettuò un esperimento che consisteva nel lasciar cadere dalla cima della torre delle sfere di piombo e nel misurare la loro deviazione: malgrado le difficoltà (il vento proveniente dai fori della struttura infatti fece fallire diverse prove), il Guglielmini riuscì a raccogliere i risultati dell'esperimento in un'opera denominata De diurno Terrae motu, che suscitò molti consensi nel mondo scientifico italiano.

### Suicidi
La cronaca ha registrato, nel corso degli anni, diversi casi di suicidio, fino a che, per fronteggiare quella emergenza, nel 1974 il Comune installò le inferriate di protezione,
che tuttavia non riuscirono a sradicare completamente il fenomeno.

## Descrizione
Si tratta di una torre in muratura con una fondazione composta da una base in roccia selenitica (circondata da un portico in muratura) e una base in conglomerato. La struttura della torre si compone da una parte fatta di pareti in muratura a sacco a tre strati, con mattoni in corrispondenza dei paramenti di e un riempimento nella parte interna fatto di residui di mattoni, pietre e malta; e una seconda parte costituita da pareti di muratura piena. La struttura è dotata di una serie di rinforzi metallici sviluppati in due momenti diversi: 1706 e 1913.
Da sempre aperta al pubblico, un tempo con un custode fisso, dal 2014 la torre degli Asinelli è visitabile pagando un biglietto d'ingresso.
Al suo interno è possibile risalire le scale in legno fino alla sommità, percorrendo 498 gradini, per un'altezza di 97,20 metri. Dal terrazzo esterno del tetto si può ammirare il panorama dell'intera città a trecentosessanta gradi: si ricorda che la struttura pende verso Ovest per 2,23 metri, con un'inclinazione di 1,3° rispetto all'asse verticale che la rende la torre pendente più alta d'Italia. Il poeta tedesco Johann Wolfgang von Goethe descrive assai vividamente la vista offerta dalla terrazza in cima alla torre:
Al piano terra sono state ricollocate alcune botteghe di artigianato, per ricordare l'antica funzione commerciale di quest'area.
Dal 28 novembre 2015 la torre degli Asinelli e la vicina Garisenda sono illuminate da uno speciale sistema di luci, che ne permette la visione da ogni angolo di Bologna.

### Ipotesi di ascensore
Nel 1888 l'Ingegnere Alessandro Ferretti propose di montare un ascensore all'interno della torre per rendere agevole la salita. Il Comune esaminò il progetto ma lo respinse per paura di danneggiare a livello strutturale l'edificio. Nel febbraio 1902 venne nuovamente presentato un progetto per sostituire le fatiscenti scale con un ascensore, ma ancora una volta il Comune diede esito negativo. Una terza proposta di installazione arrivò nel 1932, ma il Podestà rifiutò in quanto le scale erano state restaurate pochi anni prima. Un ultimo tentativo fu fatto nel 1991, ma anche questo venne respinto.

## Leggenda sul nome
La storia della torre degli Asinelli è ricca di eventi curiosi, leggende e curiosità minuziosamente riportate dalle cronache di Bologna del tempo.
In primo luogo il nome stesso della torre è legato ad una antica leggenda, secondo la quale il nome è da attribuirsi a due asinelli che un lontano giorno si imbatterono in un campo con un baule pieno d'oro, rendendo così molto ricco il loro padrone. Poco dopo il figlio del fortunato contadino, si innamorò di una giovane fanciulla aristocratica e volle chiederla in sposa presentandosi dal padre di questa. Il matrimonio si sarebbe svolto a patto che il giovane fosse stato in grado di costruire una torre molto alta. La sfida, lanciata dal padre della fanciulla, metteva a dura prova il giovane in termini di forza e denaro e fu però vinta grazie al baule pieno d'oro ritrovato dai due asinelli. Una ipotesi molto verosimile è che la famiglia che ne rivendicò il possesso viveva trasportando la ghiaia del fiume Reno ai cantieri edili della città, utilizzando dei carretti trainati per l'appunto da piccoli asini.

## Note

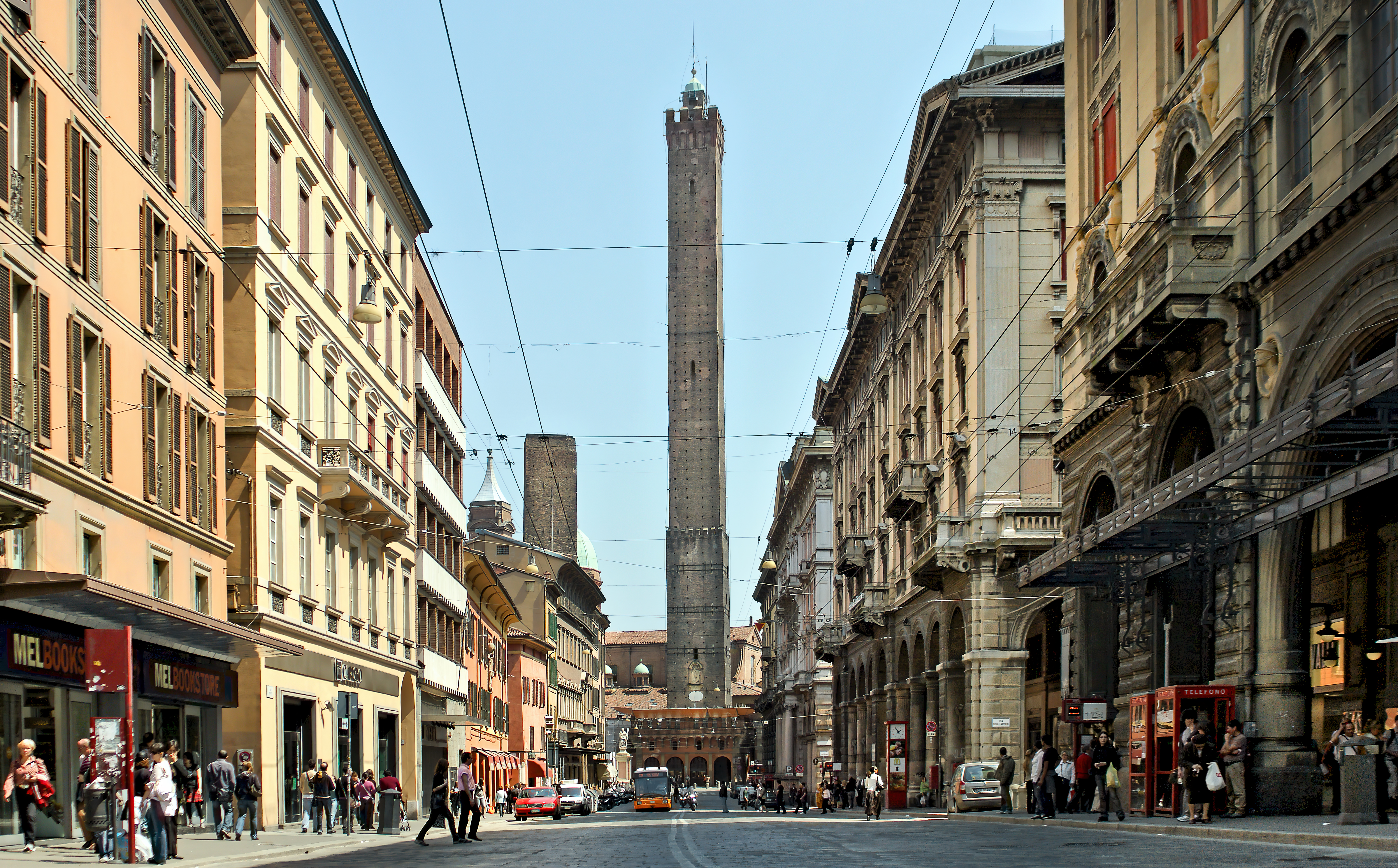
La torre degli Asinelli vista da via Rizzoli